# THE CHEWINGGUM WEEKEND
THE CHEWINGGUM WEEKEND（チューインガム・ウィークエンド）は、男性4人によって構成される日本のロックバンド。1991年に結成、2001年に解散した。

## 概要・来歴
メジャーデビュー時のメンバーは橋本孝志、岩田晃次、鈴木淳、夏秋文尚の4人。
1991年、北海道札幌市にて橋本孝志と岩田晃次（ex.コインロッカー・ベイビーズ）を中心に、GO-GO-TIMESというバンド名で結成。その後THE CHEWINGGUM WEEKENDに改名された。1992年に上京し、いくつかのメンバー・チェンジを経て、1996年にシングル「あの娘をつかまえて」でソニーレコーズよりメジャーデビュー。
活動中の音楽番組への露出はあまり行われていなかったが、1996年のミュージックステーションでは、PUFFYが「これが私の生きる道」を披露した際のバックバンドとして、バンド名のクレジット入りでの出演を果たしている。
2000年にインディーズレーベルであるUKプロジェクトに移籍。2001年にギター・岩田晃次の脱退により解散した。解散後もメンバーはそれぞれソロやグループなどで音楽活動を継続中。
2020年2月、Sony Music Directがお送りする90年代にデビューした邦楽アーティストに特化した配信・サブスク化プロジェクト「DISCOVER the 90's」の第6弾アーティストとしてソニーミュージック在籍時の全楽曲が配信された。

## メンバー
橋本孝志（はしもと たかし）
1991年 - 2001年。北海道出身。ボーカル担当。ほぼ全作品の作詞・作曲も手がけた。使用機材はフェンダー・ストラトキャスター、ギブソン・ファイヤーバードなど。解散後は目立った活動は長く確認されていなかったが、2014年から当時のプロデューサー・上田禎をサポートに迎え、13年振りにライブ活動を再開。現在はthe MADRASのボーカルとして活動中。
岩田晃次（いわだ こうじ、1968年7月23日 - ）
1991年 - 2001年。北海道小樽市出身。ギター担当。元コインロッカー・ベイビーズのベーシスト。解散後、まぼろしのみぎなどを経て、現在はソロユニットHERMITとして活動。使用機材はフェンダー・テレキャスター、ギブソン・レスポールなど。
鈴木淳（すずき じゅん、1968年7月18日 - ）
1994年 - 2001年。宮城県仙台市出身、千葉県育ち。ベース担当。the pillows、カミナリグモのサポートベーシストとして活動していた。
夏秋文尚（なつあき ふみひさ）
1996年 - 2001年。東京都出身。ドラムス担当。GRANDFATHERSなどのサポートを経て、1stアルバム『the chewinggum weekend』発表後に正式加入。解散後、鈴木博文、青山陽一など多くのミュージシャンのサポートを務め、現在はレコーディング・エンジニアとしても活動。2020年頃にかねてよりサポートで参加していたムーンライダーズに正式加入。

## ディスコグラフィ

### 参加作品
| 発売日        | タイトル                                                 | 規格品番   | 曲順 | 楽曲                       |
| ------------- | -------------------------------------------------------- | ---------- | ---- | -------------------------- |
| 1997年        | NEW RELEASES MAGAZINE GORGEOUS "domestic" MONTHLY 6 1997 | XACX-90099 | M.1  | アイス                     |
| 1999年2月24日 | 演劇集団キャラメルボックス音楽集 [BLUE]                  | SRCL-4470  | M.3  | きらきら                   |
| 1999年2月24日 | 演劇集団キャラメルボックス音楽集 [BLUE]                  | SRCL-4470  | M.4  | 青い雨が僕らにもふりそそぐ |

## タイアップ一覧
| 使用年 | 曲名               | タイアップ                                                      |
| ------ | ------------------ | --------------------------------------------------------------- |
| 1996年 | あの娘をつかまえて | テレビ神奈川（TVK）『Siesta』テーマソング                       |
| 1996年 | あの娘をつかまえて | 毎日放送『となりのおねえさん』エンディングテーマ                |
| 1997年 | アイス             | テレビ神奈川（TVK）『Saku Saku MORNING CALL』オープニングテーマ |

## ヘビーローテーション/パワープレイ

### ラジオ
| 放送年 | 曲名               | ラジオヘビーローテーション/パワープレイ |
| ------ | ------------------ | --------------------------------------- |
| 1996年 | あの娘をつかまえて | NORTH WAVE 1996年12月度POWER PLAY       |

## 参考資料
- 「ROCKIN'ON JAPAN 1998年12月号」